# 李延渥
李 延渥（り えんあく、生年不詳 - 1017年）は、中国の北宋の軍人。本貫は并州晋陽県。

## 経歴
李進卿の子として生まれた。父の蔭官により供奉官に任じられ、まもなく閤門祗候となった。西京左蔵庫使に累進した。咸平元年（998年）、知平戎軍・知寧辺軍・知順安軍・知保州・威虜軍鈐轄を歴任し、知冀州となった。咸平6年（1003年）、知瀛州に転じた。
景徳元年（1004年）、遼軍の侵入を受けたが、延渥は瀛州の城を堅く守って撃退した。并州団練使に転じた。景徳2年（1005年）、知邢州に転じた。天雄軍副都部署・貝州副都部署を経て、知冀州・知貝州・知博州をつとめた。大中祥符8年（1015年）、右領軍衛大将軍・瀛州団練使となった。大中祥符9年（1016年）、引退を願い出て認められ、左武衛大将軍として致仕した。天禧元年（1017年）、死去した。
子の李宗禹は、内殿崇班となった。

## 伝記資料
- 『宋史』巻273 列伝第32